# Furans
Der Furans ist ein Fluss in Frankreich, der im Département Ain in der Region Auvergne-Rhône-Alpes verläuft. Er entspringt im Gemeindegebiet von La Burbanche, entwässert generell Richtung Südost durch die Landschaft Bugey und mündet nach rund 29 Kilometern beim gleichnamigen Weiler Furans, im Gemeindegebiet von Brens als rechter Nebenfluss in die Rhône, unmittelbar bei der Wiedereinmündung des Abkürzungskanals von Belley (Canal de Dérivation du Rhône) in den Hauptfluss.

## Orte am Fluss
- La Burbanche
- Rossillon
- Cheignieu-la-Balme
- Pugieu
- Chazey-Bons
- Arbignieu
- Furans, Gemeinde Brens